# Кекса
Кекса (фр. Caixas) насеље је и општина у јужној Француској у региону Лангдок-Русијон, у департману Источни Пиринеји која припада префектури Перпињан.
По подацима из 2011. године у општини је живело 128 становника, а густина насељености је износила 4,55 становника/km². Општина се простире на површини од 28,11 km². Налази се на средњој надморској висини од 350 метара (максималној 774 m, а минималној 199 m).

## Демографија
| 1962. | 1968. | 1975. | 1982. | 1990. | 1999. | 2011. |
| ----- | ----- | ----- | ----- | ----- | ----- | ----- |
| 62    | 67    | 58    | 61    | 84    | 95    | 128   |

График промене броја становника у току последњих година